# Ałeksandar Miładinowski
Ałeksandar Miładinowski, mac. Александар Миладиновски (ur. 4 sierpnia 1979 w Skopju) – macedoński pływak, olimpijczyk. Brał udział w igrzyskach w roku 2000 (Sydney) i 2004 (Ateny).

## Letnie Igrzyska Olimpijskie 2000 w Sydney
| Konkurencja             | Eliminacje | Eliminacje | Ćwierćfinały          | Ćwierćfinały          | Półfinały             | Półfinały             | Finał                 | Finał                 |
| Konkurencja             | Czas       | Miejsce    | Czas                  | Miejsce               | Czas                  | Miejsce               | Czas                  | Miejsce               |
| ----------------------- | ---------- | ---------- | --------------------- | --------------------- | --------------------- | --------------------- | --------------------- | --------------------- |
| 100 m stylem motylkowym | 55,62      | 41.        | → Nie awansował dalej | → Nie awansował dalej | → Nie awansował dalej | → Nie awansował dalej | → Nie awansował dalej | → Nie awansował dalej |
| 200 m stylem zmiennym   | 2:07,45    | 38.        | → Nie awansował dalej | → Nie awansował dalej | → Nie awansował dalej | → Nie awansował dalej | → Nie awansował dalej | → Nie awansował dalej |

## Letnie Igrzyska Olimpijskie 2004 w Atenach
| Konkurencja             | Eliminacje | Eliminacje | Ćwierćfinały          | Ćwierćfinały          | Półfinały             | Półfinały             | Finał                 | Finał                 |
| Konkurencja             | Czas       | Miejsce    | Czas                  | Miejsce               | Czas                  | Miejsce               | Czas                  | Miejsce               |
| ----------------------- | ---------- | ---------- | --------------------- | --------------------- | --------------------- | --------------------- | --------------------- | --------------------- |
| 100 m stylem motylkowym | 55,71      | 45.        | → Nie awansował dalej | → Nie awansował dalej | → Nie awansował dalej | → Nie awansował dalej | → Nie awansował dalej | → Nie awansował dalej |
| 200 m stylem zmiennym   | 2:07,39    | 38.        | → Nie awansował dalej | → Nie awansował dalej | → Nie awansował dalej | → Nie awansował dalej | → Nie awansował dalej | → Nie awansował dalej |